# انقسام متساو

الانقسام المتساوي في الخلية الحيوانية (المراحل مرتبة عكس عقارب الساعة).

الانقسام الخلوي إلى قسمين متساويين.

الانقسام المتساوي أو الانقسام الفتيلي أو انقسام النواة أو الميتوسيس أو الانقسام الميتوزي (بالإنجليزية: mitosis)‏ هو العملية الحيوية التي يتم بها انقسام النواة إلى قسمين وتتضاعف المعلومات الوراثية الجينية ضمن الخلية الحية لتشكيل خليتين حيتين متطابقتين ندعوهما الخليتين الابنتين. عادة الانقسام المتساوي يتبع بحرائك خلوية تعمل على قسم الهيولى (السيتوبلازم) والغشاء الخلوي للخلية الأم بين الخليتين الابنتين. مما يؤدي إلى خليتين ابنتين متطابقتين تماما بتوزيع متطابق تقريبا للعضيات الخلوية والمكونات الخلوية الأخرى. الانقسام الفتيلي والحرائك الخلوية معا تشكلان ما يدعى طور الانقسام المتساوي [mitotic (M) phase] من دورة حياة الخلية cell cycle، انقسام الخلية الأم إلى خليتين ابنتين، كل واحدة تملك نسخة جينية مطابقة لنسخة الخلية الأم. يحدث الانقسام الفتيلي(المتساوي) كثيرا في الخلايا حقيقيات النوى. في المتعضيات متعددة الخلايا، تخضع الخلية الجسدية للانقسام المتساوي، في حين أن الخلايا الجنسية (التي يقدر لها أن تتحول لنطاف وبييضات) تخضع للانقسام انتصافي، أما الخلايا طلائعية النوى تنقسم بعملية تسمى الانشطار الثنائي.

## الاكتشاف
ظهرت توصيفات عديدة للانقسام الخلوي خلال القرنين الثامن عشر والتاسع عشر بمستويات مختلفة من الدقة. في عام 1835 وصف عالم النباتات هوجو فون مول الانقسام الخلوي في الطحالب الخضراء من نوع كلادوفورا غلوميراتا، معلنًا أن تضاعف الخلايا ينجم عن الانقسام الخلوي.
في عام 1838، أكد مايتاس جاكوب شلايدن أن تشكل الخلايا الجديدة ضمنها يمثل قانونًا عامًا لتضاعف الخلايا في النباتات، وهي فكرة دحضها لاحقًا نموذج مول بسبب مساهمات روبيرت ريماك وآخرين.
في الخلايا الحيوانية، اكتشف الانقسام الخلوي من نمط الانقسام الفتيلي في خلايا قرنية الضفادع والأرانب والقطط عام 1873، ووصف للمرة الأولى على يدي عالم النسج البولندي واكلو ميزل عام 1875.
ادعى بوتشيلي وشنايدر وفول أنهم اكتشفوا أيضًا العملية التي تُعرف حاليًا «بالانقسام الفتيلي». في عام 1873، نشر عالم الحيوانات الألماني أوتو بوتشيلي بيانات من ملاحظاته على الديدان الأسطوانية. بعد سنوات قليلة، اكتشف بوتشيلي عملية الانقسام الفتيلي ووصفها بناءً على هذه الملاحظات.
اشتق العالم والثر فليمنيغ كلمة «mitosis» أو «الانقسام الفتيلي» عام 1882 من الكلمة اليونانية μίτος (mitos خيوط الاعوجاج). ظهرت بعض التسميات البديلة لهذه العملية،  مثل الانقسام النووي «karyokinesis»، وهو مصطلح طرحه كورت شلايشر عام 1878، و«الانقسام المتساوي» الذي اقترحه أوغست وايزمان عام 1887. استخدم مصطلح الانقسام الفتيلي بمعنى أشمل على يد بعض المؤلفين للإشارة إلى الانقسام النووي والسيتوبلازمي معًا. في الوقت الراهن، ازداد استخدام مصطلح الانقسام المتساوي للإشارة إلى الطور الثاني من الانقسام المنصف، وهو أحد أطوار الانقسام المنصف الذي يشابه الانقسام الفتيلي إلى درجة كبيرة.

## مراحل الانقسام غير المباشر

### المرحلة التمهيدية (الطور التمهيدي)
تظهر الصبغيات (الكروموسومات) نتيجة تلولب والتفاف الخييطات النووية (الكروماتين) المكونة للمادة الوراثية حيث تبدو في شكل عصيات تسمى الصبغيات. يتكون كل صبغي من وحدتين تسمى كل وحدة كروماتيد ترتبطان في مستوى الجزيء المركزي. ويتميز هذا الطور باختفاء النوية وتلاشي غشائها النووي وبظهور مغزل الانقسام.

### طليعة الطور الاستوائي (طليعة الطور التالي)
يمكن اعتبار هذه المرحلة على أنها نهاية الطور التمهيدي أو بداية الطور الإستوائي. في هذه المرحلة، يتحلل الغشاء النووي إلى عدّة «حويصلات خلوية»، ويتشكل الحَيِّزُ الحَرَكِيّ (kinetochore) من البروتينات حول القطعة المركزية. يسمح انحلال الغشاء النووي للمِغزل بالوصول إلى الحَيِّزُ الحَرَكِيّ.

### الطور الاستوائي (الطور التالي)
يتميز بتموضع واصطفاف الكروموسومات في المستوى الاستوائي للخلية مشكلة الصفيحة الاستوائية (تترتب في خط استواء الخلية) (ملاحظة من الجوانب).

### الطور الانفصالي (طور الصعود)
تنقسم الجزيئات المركزية(الكروموسومات)إلى 2 كروماتيد ويفترقان عن بعضهما البعض. ثم يهاجر كل كروماتيد إلى أحد قطبي الخلية، وبذلك تتكون مجموعتان متماثلتان من الكروماتيدات ومماثلتان لصبغية الخلية الأم إذ يكون لكل صبغي من خلية الأم صبغي ابن مماثل في كل مجموعة.

### الطور النهائي
تفقد صبغيات كل مجموعة فرديتها مشكلة صبغين لنواة جديدة، ويختفي مغزل الانقسام ويتكون غشاء خلوي (الغشاء الهيكلي) في وسط الخلية الأم حيث يقسمها إلى خليتين بنتين متماثلتين وراثيا ومماثلتين للخلية الأم.

## الوظيفة
إن «وظيفة» الانقسام الفتيلي -أو أهميته- تنبع من الحفاظ على مجموعة الصبغيات النووية، إذ تستقبل كل خلية جديدة صبغيات مشابهةً من حيث التركيب ومساويةً من حيث العدد للخلية الأم.
يحدث الانقسام الفتيلي في الظروف التالية:
- التطور والنمو: يزداد عدد الخلايا ضمن العضوية عبر الانقسام الفتيلي، وهذا أساس تطور الأجسام عديدة الخلايا من خلية مفردة، أي البويضة المخصبة، وأيضًا أساس نمو هذه العضويات.
- الاستبدال الخلوي: تنفصل الخلايا باستمرار وتُستبدل بأخرى جديدة في بعض أجزاء الجسم مثل الجلد والسبيل الهضمي. تنتج الخلايا الجديدة عن عملية الانقسام الفتيلي وتشكل نسخًا مطابقةً تمامًا للخلايا المنسلخة. تتشكل خلايا الدم الحمراء الجديدة بطريقة مشابهة عبر الانقسام الفتيلي، وتمتلك دورة حياة قصيرة (4 أشهر فقط).
- التجدد: تستطيع بعض العضويات تجديد أجزاء من أجسادها، ويعتمد إنتاج الخلايا الجديدة في هذه الحالات على عملية الانقسام الفتيلي. يُعد نجم البحر مثالًا على ذلك، فهو يجدد أذرعه المفقودة عبر هذا النمط من الانقسام.
- التكاثر غير الجنسي: تنتج بعض العضويات ذريةً تشابهها جينيًا عبر التكاثر غير الجنسي، مثل الهيدرا التي تتكاثر لا جنسيًا عبر التبرعم. تخضع الخلايا على سطح الهيدرا للانقسام الفتيلي وتشكل كتلةً تُسمى البرعم. يستمر انقسام خلايا البرعم وتنمو لتعطي فردًا جديدًا. يحدث الانقسام ذاته خلال التكاثر غير الجنسي أو الإكثار الخضري في النباتات.

## الأشكال المختلفة للانقسام الفتيلي

### أشكال الانقسام الفتيلي
تتبع عملية الانقسام الفتيلي في خلايا حقيقيات النوى نموذجًا متشابهًا، لكن مع اختلافات في ثلاث نواح رئيسة:
- الانقسام الفتيلي المغلق والمفتوح: يمكن التمييز بين الانقسام الفتيلي «المغلق» و«المفتوح» بناء على سلامة الغشاء النووي أو مدى تخربه خلال الانقسام. يُسمى الشكل الوسطي المترافق مع الانحلال الجزئي للغشاء النووي بالانقسام الفتيلي «نصف المفتوح».
- التناظر في الجهاز المغزلي خلال الطور الاستوائي (التالي): يسمى الانقسام المتناظر تقريبًا بالنسبة للمحور (الانقسام المركزي) بالانقسام «الفتيلي القويم»، ويختلف عن انقسام المغزل غير المركزي الذي ينتج عن الانقسام «الفتيلي الجانبي»، وفيه يكون الجهاز المغزلي المنقسم متناظرًا جانبيًا.
- موقع المغزل المركزي في الانقسام الفتيلي الجانبي المغلق: وهو المعيار الثالث والأخير، ويُصنف إلى خارج نووي (المغزل يقع في السيتوبلازما) أو داخل النووي (في النواة).
- يحدث الانقسام النووي فقط في خلايا العضويات التي تنتمي إلى نطاق حقيقيات النوى (تنقسم الحياة إلى ثلاثة نطاقات: العتائق، البكتيريا، حقيقيات النوى)، إذ لا تحتوي البكتيريا والعتائق على نواة، فتخضع لنمط مختلف من الانقسام.
- يمكن ملاحظة الانقسام الفتيلي من النمط المفتوح والمغلق ضمن جميع المجموعات الأساسية من حقيقيات النوى عدا الطلائعيات الكهفية التي تعتمد على الشكل المغلق فقط. في ما يلي أشكال الانقسام الفتيلي في حقيقيات النوى:
- الانقسام الفتيلي الجانبي المغلق داخل النواة: يحدث نموذجيًا في كل من المنخربات وبعض الطحالب الخضراء وحيدة الخلايا من مجموعة الناميات الخضراء (البرازينومونيات)، وبعض المحراكات والأكسيمونيات والكائنات المتطفلة على حيوانات الأسيتوزبوريا (هابلوسبوروديا) والكثير من الفطريات (الفطريات الأصيصية والطلائعيات البيضية والفطريات الاقترانية والزقية) وبعض الشعوعيات (مثل السبوميلاريا والأكانساريا)، ويبدو أنه النمط الأكثر بدائية.
- الانقسام الفتيلي الجانبي المغلق خارج النواة: يحدث في المشعرات والسوطيات الدوارة.
- الانقسام الفتيلي القويم المغلق: يوجد في الدياتوم والهدبيات وبعض الفطريات البويغية والخمائر وحيدة الخلية وبعض الفطور متعددة الخلايا.
- الانقسام الفتيلي الجانبي نصف المفتوح: يحدث عادةً في أغلب معقدات القمة.
- الانقسام الفتيلي القويم نصف المفتوح: يحدث بأشكال عديدة في بعض أميبيات الحركة (اللوبوزا) وبعض السوائط الخضراء (مثل الفولفوكس ورافيدوفيت).
- الانقسام الفتيلي القويم المفتوح: عادةً في الثدييات والمتزويات ونباتات اليابسة، وأيضًا في بعض الطلائعيات.

### الأخطاء والأشكال الأخرى للانقسام الفتيلي
قد تحدث الأخطاء خلال عملية الانقسام الفتيلي، خاصةً خلال مراحل التطور الجنيني الباكر في البشر. في الحالة الطبيعية، هناك نقاط تفقد جنيني في كل خطوة من الانقسام الفتيلي لتضبط النتائج الطبيعية لهذه العملية، لكن بعض الأخطاء قد تحدث أحيانًا أو نادرًا.
قد ينجم عن أخطاء الانقسام الفتيلي خلايا مختلة الصيغة الصبغية تملك نسخًا زائدةً أو ناقصةً من صبغي واحد أو أكثر، وهذه الحالة تترافق مع حدوث السرطان. قد تعاني الخلايا الجنينية في البشر في المراحل الباكرة والخلايا السرطانية والخلايا المصابة بالعدوى أو الانسمام من انقسام مرضي إلى ثلاث خلايا بنات أو أكثر (انقسام فتيلي ثلاثي أو عديد الأقطاب)، ما ينجم عنه أخطاء كبرى في متمماتها الصبغية.
في حالة عدم الانفصال، يفشل الكروماتيد الشقيق بالانفصال خلال طور الصعود، وتستقبل إحدى الخليتين البنتين كلا الكروماتيدين الشقيقين من الصبغي عديم الانفصال، بينما لا تتلقى الخلية الأخرى أيًا منهما. ينتج عن ذلك حصول الخلية الأولى على ثلاث نسخ من الصبغي، وهي حالة تُعرف بالتثلث الصبغي، بينما تملك الأخيرة نسخةً واحدةً فقط، وهي حالة تُسمى أحاد الصبغي. تفشل الخلايا أحيانًا بإكمال انقسام السيتوبلازم عند حدوث عدم الانفصال وتبقى كلتا النواتين في خلية واحدة، وهذا يشكل خلايا ثنائية النواة.
يحدث تأخر الطور الصاعد عندما تُعاق حركة أحد الكروماتيدات خلال هذا الطور، وهذا قد ينجم عن فشل مغزل الانقسام الفتيلي بالارتباط بالصبغيات بالشكل الملائم. يُستبعد الكروماتيد المتأخر من كلا النواتين وتخسره الخليتان، وبالتالي تخسر إحدى الخلايا البنات أحد النسخ الصبغية.
يحدث التنسخ الداخلي عندما تتنسخ الصبغيات دون أن تنفصل، وهذا يؤدي إلى ظهور خلايا عديدة الصيغ الصبغية، وإذا انتسخت الصبغيات بشكل متكرر، تتشكل الصبغيات عديدة الخيوط.
اكتُشف التنسخ الداخلي في العديد من الأنواع، ويبدو أنه جزء طبيعي من عملية التطور. إن الانقسام الفتيلي الداخلي أحد أشكال الانتساخ الداخلي حيث تضاعف الخلايا صبغياتها خلال المرحلة إس وتدخل مرحلة الانقسام الفتيلي لكن تنهيها باكرًا. تبقى الصبغيات المنتسخة ضمن نواتها الأصلية بدلًا من الانقسام على نواتين منفصلتين. تدخل الخلية بعد ذلك المرحلة جي 1 وإس مجددًا وتضاعف صبغياتها ثانيةً. قد يحدث هذا عدة مرات، ما يزيد من عدد الصبغيات في كل دورة انتساخ وانقسام فتيلي داخلي. تدخل الخلايا كبيرة النواة المنتجة للصفيحات الدموية عملية الانقسام الفتيلي الداخلي خلال تمايزها الخلوي.
ينتج عن الانقسام غير الفتيلي (الانقسام المباشر) في الهدبيات ونسج المشيمة في الحيوانات توزع عشوائي للأليلات الأبوية في الخلايا. ينشأ من انقسام النواة دون انقسام السيتوبلازما خلايا تُسمى مدمجًا خلويًا.

## معرض صور

## اقرأ أيضا
- نمو الأنسجة
- تكاثر خلوي

## وصلات خارجية
- Science aid: Mitosis and meiosis: A simple account of the mitotic and meiotic processes.
- Mitosis Animation.

## اقرأ أيضا
- دورة الخلية
- انقسام منصف